# Christopher Attys
Christopher Attys (Saint-Maurice, 13 marzo 2001) è un calciatore haitiano con cittadinanza francese, centrocampista della Triestina e della nazionale haitiana.

## Carriera

### Club

#### Gli inizi
Cresciuto nel settore giovanile dei francesi del Torcy, nel 2018 è stato acquistato dall'Inter che lo ha aggregato alla formazione Primavera. Il 26 settembre 2020 è stato ceduto in prestito alla SPAL, con cui ha continuato a giocare nella massima competizione giovanile italiana.
Nell'estate del 2021 è passato in prestito al Sebenico, con cui ha debuttato nel calcio professionistico il 22 settembre nell'incontro di Hrvatski nogometni kup vinto 1-0 contro il Međimurje. Ha segnato il suo primo gol il 20 febbraio 2022 contro il Rijeka.

#### Imolese, Trento e  Feralpisalò
Rimasto svincolato dall'Inter, nel mercato estivo del 2022 firma con l'Imolese. Il 14 gennaio debutta nel campionato italiano disputando l'incontro di Serie C vinto 2-0 contro il Sangiuliano City. Nel mercato invernale del 2023 viene ceduto al Trento.
Le buone prestazioni fornite con il club trentino hanno portato il giocatore, nel febbraio del 2024, ad approdare in Serie B in prestito alla Feralpisalò. Ha debuttato nel campionato cadetto il 17 febbraio contro il Bari.

#### Triestina e Lecco
Il 19 luglio 2024, Attys passa a titolo definitivo alla Triestina, in Serie C, con cui firma un contratto triennale.
Il 30 gennaio 2025 viene ceduto in prestito fino al termine della stagione al Lecco.

### Nazionale
Nato in Francia da genitori haitiani, Attys ha debuttato nella nazionale haitiana il 6 giugno 2024 nell'incontro di qualificazione per il campionato mondiale 2026 contro Saint Lucia.
Nel 2025 ha partecipato alla CONCACAF Gold Cup.

## Statistiche

### Presenze e reti nei club
Statistiche aggiornate al 26 aprile 2025.
| Stagione        | Squadra         | Campionato      | Campionato | Campionato | Coppe nazionali | Coppe nazionali | Coppe nazionali | Coppe continentali | Coppe continentali | Coppe continentali | Altre coppe | Altre coppe | Altre coppe | Totale | Totale | Totale |
| Stagione        | Squadra         | Comp            | Pres       | Reti       | Comp            | Pres            | Reti            | Comp               | Pres               | Reti               | Comp        | Pres        | Reti        | Pres   | Reti   |        |
| --------------- | --------------- | --------------- | ---------- | ---------- | --------------- | --------------- | --------------- | ------------------ | ------------------ | ------------------ | ----------- | ----------- | ----------- | ------ | ------ | ------ |
| 2021-2022       | Sebenico        | 1.HNL           | 20         | 1          | CC              | 2               | 0               |                    | -                  | -                  |             | -           | -           | 22     | 1      |        |
| 2022-gen. 2023  | Imolese         | C               | 9          | 0          | CI-C            | 2               | 0               |                    | -                  | -                  |             | -           | -           | 11     | 0      |        |
| gen.-giu. 2023  | Trento          | C               | 17         | 3          | CI-C            | 0               | 0               |                    | -                  | -                  |             | -           | -           | 17     | 3      |        |
| 2023-gen. 2024  | Trento          | C               | 22         | 4          | CI-C            | 0               | 0               |                    | -                  | -                  |             | -           | -           | 22     | 4      |        |
| Totale Trento   | Totale Trento   | Totale Trento   | 39         | 7          |                 | 0               | 0               |                    | -                  | -                  |             | -           | -           | 39     | 7      |        |
| gen.-giu. 2024  | Feralpisalò     | B               | 3          | 0          | CI              | 0               | 0               |                    | -                  | -                  |             | -           | -           | 3      | 0      |        |
| 2024-gen. 2025  | Triestina       | C               | 17         | 2          | CI-C            | 0               | 0               |                    | -                  | -                  |             | -           | -           | 17     | 2      |        |
| gen.-giu. 2025  | Lecco           | C               | 9          | 0          | CI-C            | -               | -               |                    | -                  | -                  |             | -           | -           | 9      | 0      |        |
| Totale carriera | Totale carriera | Totale carriera | 97         | 10         |                 | 4               | 0               |                    | -                  | -                  |             | -           | -           | 101    | 10     |        |

### Cronologia presenze e reti in nazionale
| Cronologia completa delle presenze e delle reti in nazionale ― Haiti | Cronologia completa delle presenze e delle reti in nazionale ― Haiti | Cronologia completa delle presenze e delle reti in nazionale ― Haiti | Cronologia completa delle presenze e delle reti in nazionale ― Haiti | Cronologia completa delle presenze e delle reti in nazionale ― Haiti | Cronologia completa delle presenze e delle reti in nazionale ― Haiti | Cronologia completa delle presenze e delle reti in nazionale ― Haiti | Cronologia completa delle presenze e delle reti in nazionale ― Haiti |
| Data                                                                 | Città                                                                | In casa                                                              | Risultato                                                            | Ospiti                                                               | Competizione                                                         | Reti                                                                 | Note                                                                 |
| -------------------------------------------------------------------- | -------------------------------------------------------------------- | -------------------------------------------------------------------- | -------------------------------------------------------------------- | -------------------------------------------------------------------- | -------------------------------------------------------------------- | -------------------------------------------------------------------- | -------------------------------------------------------------------- |
| 6-6-2024                                                             | Bridgetown                                                           | Haiti                                                                | 2 – 1                                                                | Saint Lucia                                                          | Qual. Mondiali 2026                                                  | -                                                                    | 80’ 90+1’                                                            |
| 9-6-2024                                                             | Bridgetown                                                           | Barbados                                                             | 1 – 3                                                                | Haiti                                                                | Qual. Mondiali 2026                                                  | -                                                                    | 90’                                                                  |
| 9-9-2024                                                             | Mayagüez                                                             | Haiti                                                                | 6 – 0                                                                | Sint Maarten                                                         | CONCACAF Nations League 2024-2025 - 1º turno                         | 1                                                                    | 29’                                                                  |
| 11-10-2024                                                           | Oranjestad                                                           | Aruba                                                                | 1 – 3                                                                | Haiti                                                                | CONCACAF Nations League 2024-2025 - 1º turno                         | -                                                                    | 65’                                                                  |
| 14-10-2024                                                           | Oranjestad                                                           | Aruba                                                                | 3 – 5                                                                | Haiti                                                                | CONCACAF Nations League 2024-2025 - 1º turno                         | -                                                                    |                                                                      |
| 15-11-2024                                                           | Mayagüez                                                             | Sint Maarten                                                         | 0 – 8                                                                | Haiti                                                                | CONCACAF Nations League 2024-2025 - 1º turno                         | 1                                                                    | 60’                                                                  |
| 18-11-2024                                                           | Mayagüez                                                             | Porto Rico                                                           | 0 – 3                                                                | Haiti                                                                | CONCACAF Nations League 2024-2025 - 1º turno                         | 1                                                                    | 89’                                                                  |
| 22-3-2025                                                            | Baku                                                                 | Azerbaigian                                                          | 0 – 3                                                                | Haiti                                                                | Amichevole                                                           | -                                                                    |                                                                      |
| 7-6-2025                                                             | Oranjestad                                                           | Aruba                                                                | 0 – 5                                                                | Haiti                                                                | Qual. Mondiali 2026                                                  | -                                                                    | 46’                                                                  |
| 10-6-2025                                                            | Oranjestad                                                           | Haiti                                                                | 1 – 5                                                                | Curaçao                                                              | Qual. Mondiali 2026                                                  | -                                                                    | 68’                                                                  |
| 15-6-2025                                                            | San Diego                                                            | Haiti                                                                | 0 – 1                                                                | Arabia Saudita                                                       | Gold Cup 2025 - 1º turno                                             | -                                                                    | 84’                                                                  |
| 19-6-2025                                                            | Houston                                                              | Trinidad e Tobago                                                    | 1 – 1                                                                | Haiti                                                                | Gold Cup 2025 - 1° turno                                             | -                                                                    | 71’                                                                  |
| 22-6-2025                                                            | Arlington                                                            | Stati Uniti                                                          | 2 – 1                                                                | Haiti                                                                | Gold Cup 2025 - 1° turno                                             | -                                                                    | 46’                                                                  |
| Totale                                                               |                                                                      | Presenze                                                             | 13                                                                   |                                                                      | Reti                                                                 | 3                                                                    |                                                                      |